# Bukura-csúcs

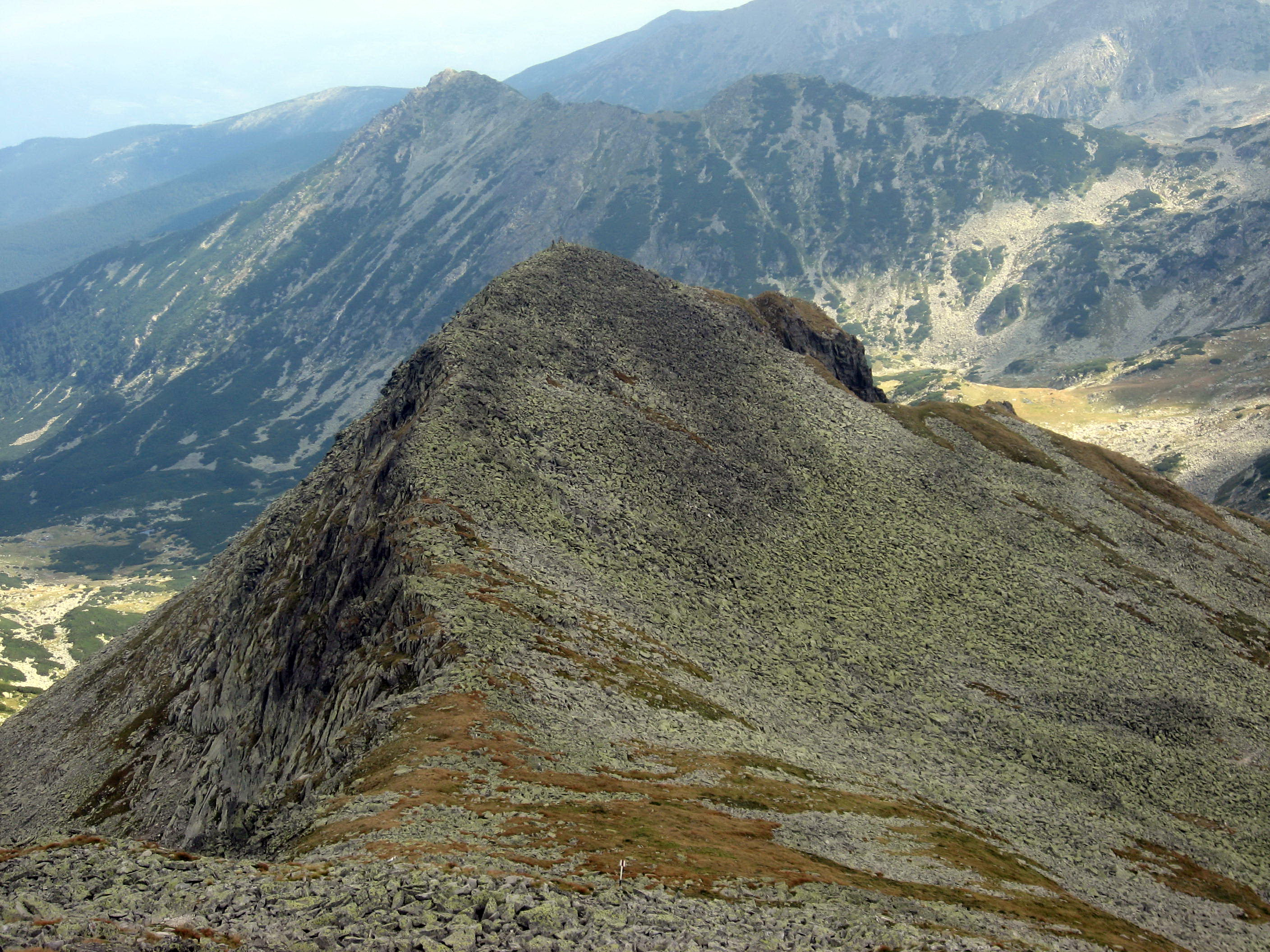
A Bukura II. csúcs látképe

A Bukura-csúcs (Vârful Bucura) a Retyezát-hegység északi főgerincét képező két csúcsa, a Bukura I., melynek magassága 2433 m és a Bukura II. melynek magassága 2378 m. 

## Nevének eredete
A hegy nevét valószínűleg a déli oldalában elterülő katlanról, illetve annak legnagyobb taváról kapta, a Bukura eredetileg egy román női keresztnév. A hegy neve azonban a 18. század derekán készített első katonai felmérés térképén még ilyen néven nem szerepelt, nevét ekkor még Seminile néven írták. Mostani elnevezése valószínűleg csak valamikor a 19. század második felében honosodhatott meg.

## Leírása
A Retyezát-hegység északi főgerincének részét képező, masszív megjelenésű Bukura két csúcsa közül a kisebbik  a Bukura II., melynek meredek, sziklás északi falán több nehéz sziklamászó út is található. A „normál utas” megmászás kedvező időjárási körülmények között nem nehéz, a főcsúcsról ilyenkor nagyszerű körpanorámában részesülhetünk. Dél felé a Szlevej-gerinc és a Bukura-kapu gerincszakasza a Zsudele-csúccsal, nyugatra a Gemenele rezervátum, északi irányba a Retyezát-csúcs, keletre pedig a Bukura-katlan és a Pelága-csúcs látható, jó néhány tengerszemmel egyetemben.